# Andorra en los Juegos Europeos de Cracovia 2023
Andorra participó en los Juegos Europeos de Cracovia 2023 con un equipo de 27 deportistas. Responsable del equipo nacional fue el Comité Olímpico Andorrano.
El equipo de Andorra no obtuvo ninguna medalla en estos Juegos.